# Ephistemus punctatus
Ephistemus punctatus is een keversoort uit de familie harige schimmelkevers (Cryptophagidae). De wetenschappelijke naam van de soort werd in 1925 gepubliceerd door Willis Stanley Blatchley.